# A szíriai polgárháború lefolyása (2011. január–április)
Szíriában a tüntetések már 2011. január 26-án megkezdődtek, és március 15-én érték el csúcspontjukat, mikorra meghirdettek egy "Düh Napja" tüntetést, amit sokan a nemzeti felkelés kezdőnapjának tartanak. A szíriai kormány március 16-án erőszakkal válaszolt, az első halálos áldozat pedig március 18-án halt meg, mikor négy fegyvertelen civil és hét rendőr vesztette életét Darában.

## 2011. január–február
- január 26. vagy 28.: A nagy északi kurd Haszaka városban egy férfi, Ali Akleh gázolajjal öntötte le magát, majd ezután felgyújtotta önmagát ugyanúgy, ahogy azt 2010. december 17-én Tuniszban Mohammed el-Búazízi tette. Szemtanúk szerint az akció a „szíriai kormány elleni tüntetés volt.”[3][4][5][6]
- Január 28. Rakkában esti demonstrációt tartottak, hogy így tiltakozzanak két kurd származású katona halála miatt.[7]
- Január 31.: Bassár el-Aszad szíriai elnök kritizálta, hogy Izrael kívülről beavatkozik Szíria belügyeibe.[8][9]
- Február 2.: Suhair Atassi egy ülősztrájkot hirdetett és vezetett le a Damaszkusz óvárosa mellett álló Bab Tuma közelében, hogy így tiltakozzanak „a két szíriai mobilszolgáltató, az MTN és a Syriatel monopóliuma és rendszerszerű lopása ellen.”[10] A Human Rights Watch jelentése szerint egy 20 fős, civil ruhát viselő csapat megvert s szétoszlatott egy 15 fős csoportot, akik gyertyafényes vigíliát tartottak ugyanott, amivel a 2011-es egyiptomi demonstrációkra emlékeztek.[11]
- Február 3.: Szíriai ellenzéki csoportok Facebookon és Twitteren február 4-re meghirdették a „Düh Napját”.[12] Ebből Szíriában nem alakult ki tüntetés. A tüntetők kormányzati reformokat sürgettek. A legtöbb tüntetésre Szírián kívül, kis körben került sor.[13][14][15] A tervek szerint a tüntetések február 4-én kezdődtek volna, melyeken a lakosok szabadságot, az emberi jogok tiszteletben tartását és a szükségállapot felszámolását követelték. A damaszkuszi parlament és a külföldi szíriai külképviseletek előtt február 5-re is hirdette megmozdulásokat.[16] Az Al Jazeera szerint megerősített biztonsági erőkkel készültek a meghirdetett tüntetésekre.[17]
- Február 4.: A szíriai felkelők a szíriai kormány elleni harag napját hirdették meg.[18]
- Február 5: Haszakában több száz ember tüntetett politikai reformokért, Aszad eltávolításáért és a szükségállapot felszámolásáért.[5] Mikor a Haszakában tüntető több száz ember Aszad távozását követelte, a szíriai hatóságok több tucatnyi tagot letartóztattak, a többi demonstrációt pedig gyorsan beszüntették.[19] Suhair Atassi, a betiltott Jamal Atassi Fórum üzemeltetője politikai reformokat, polgári jogokat sürgetett, és azt akarta elérni, hogy mihamarabb szüntessék be az 1962 óta érvényben lévő szükségállapotot.[20] Tüntetésre azonban egyik nap sem került sor.[21][22][23] Miután nem sikerült megszervezni a "Düh Napját", az Al Jazeera úgy jellemezte az országot, mint a csend királysága. A jellemzése szerint a szíriai stabilitás mögött megbúvó legfontosabb jellemzők az országban érvényes szigorú biztonsági szabályozások, Bassár el-Aszad elnök népszerűsége és az attól való félelem, hogy a kormány bukása után vallási összecsapásokra kerül sor. (Ilyenre volt példa a szomszédos Irakban.[24]
- Február 17.: Damaszkuszban az Al-Hamidiyah szuk piac mellett egy spontán demonstráció tört ki, miután a rendőrök megvertek egy bolttulajdonost.[5][6] Több férfi is összegyűlt, és elállták az utat, miközben azt kántálták: „A szíriaiakat nem szégyenítik meg.” Egy szemtanú szerint több mint 1500 ember tüntetett. A titkosrendőrség és több kormányzati tisztviselő is gyorsan a helyszínre érkezett, majd odaért Szíria belügyminisztere is, aki feloszlatta a tüntetést, a tulajdonost a saját autójába ültette, és a történtek kivizsgálására tett ígéretet.[11][25][26] Néhány órával később több videó is megjelent a történtekről a Youtube-on.[27]
- Február 22.: Nagyjából 200 ember gyűlt össze Líbia damaszkuszi nagykövetsége előtt, hogy a líbiai kormány ellen tiltakozzon, és sürgesse a nagykövet lemondását. Annak ellenére, hogy a rendezvény békésen lezajlott, majdnem kétszer annyi titkos és egyenruhás rendőr volt a helyszínen, mint tüntető. A demonstrálók plakátjaira ehhez hasonló szövegek voltak írva: „Szabadságot a népnek!” „Le Kadhafival!” Ezután a tömeg elkezdte azt skandálni, hogy „Azok az árulók, akik saját népüket bántják.” Emiatt idegesség alakult ki a biztonsági szolgálatban, akik rögtön felszólították az embereket, hogy térjenek haza. 14 embert őrizetbe vettek, de később szabadon engedték őket. Másokat a rendőrök megvertek. Több tüntetőt ütlegeltek, rugdostak és botokkal vertek. Minden jelenlévő igazolta magát.[11][28][29]
- Február 23.: Szíria igazságügy-minisztere védelmébe vette a szükségállapotot, mikor rámutatott, hogy az ország Izraelle hadban áll. Egy képviselő javaslatot nyújtott be, hogy vizsgálják felül a szigorú biztonsági szabályozásokat, de 249 ellenszavazattal, egy támogató szavazattal leszavazták.[30][31]

## Március 1–17.
- Március 6.: Dara déli városában tizenöt[32] tizenévest letartóztattak, mert azt írták ki arabul, „Az emberek a rezsim bukását akarják.”[32][33][34] A katonai rendőrség állítólag megkínozta őket,[33][34] vagy a tanteremből megbilincselve vezették ki őket.[32][35] Egyes jelentések szerint két szíriai vadászrepülőt Líbiában Ra's Lanuf felett a Kadhafi-ellenes erők lelőttek. Azt az állítást később a szíriai tisztviselők visszautasították.[36][37][38] Libanonban négy szíriai ellenzéki aktivista testvér, akik a bejrúti szíriai nagykövetség előtt a szíriai kormány elleni tüntetésre buzdító szórólapokat osztogattak, röviddel később eltűntek.[39] A TIME szerint az elhivatottság megvan a szíriai fiatalokban, de ez még csak kezdetnek elég.[40] Ribal al-Assad azt mondta, itt az ideje, hogy Szíria legyen a következő dominó.[41]
- Március 7–13.: Szíriai politikai foglyok éhséglázadásba kezdtek, hogy így tiltakozzanak a szíriai „fogva tartások és elnyomások” ellen. Követelték a politikai foglyok szabadon engedését és az elvett polgári és politikai jogok visszaállítását.[42][43][44]
- Március 10.: A hetedike óta tüntetőkkel szolidaritást vállaló több tucat kurd éhséglázadásba kezdett.[6][45] Ők a „Yakiti párt” és a „Demokratikus Unió” tagjai közül kerültek ki.[46] A Human Rights Watch reagált arra, hogy négy nappal korábban Libanonban szíriai emberi jogi aktivisták tűntek el. Attól tartottak, hogy Libanon „kész elvégezni a piszkos munkát Szíria helyett.”[47] A Szíriai Külügyminisztérium közölte, hogy részletesen elemzik a „testvéri Líbiában zajló tragikus fejleményeket[48] A szíriai Al-Watan újság szerint Szíria kormánya üdvözölte Hoszni Mubárak bukását, és várja azt a következő vezetést, mely „nem támogatja Izrael támadásait.”[49] A Szíriai Reformpárt véleménye szerint „el-Aszád segítő jobbot nyújt Kadhafinak, hogy azzal ölje meg a népét.”[50]
- Március 11.: A Reuters „Irakból érkező fegyverek, éjjellátók és robbanószerek nagymértékű transzportjáról” írt, a szállítmányban pedig „több tucat gránát, pisztoly, puska és robbanóöv volt. A fegyvereket a Jordánia melletti déli Tanaf átkelőnél lefoglalták. A sofőr azt mondta, a szállítmányt Bagdadban rakták fel, és 5000 USD_t fizettek neki, hogy ezt Szíriába juttassa.[51]
- Március 12.: A kurd mártírok emléknapján több ezer szíriai kurd tüntetett Kamisliben és Haszakában. Itt arra a 30 kurdra emlékeztek, akiket 2004. márciusban egy focimeccs végén kitört lázadásban a rendőrök megöltek.[5][52][53][54][55][56][57]

Az Al Jazeera jelentése szerint fegyverekkel, lőszerekkel és 500 SUV-val megrakott polgári hajók indultak el a szíriai Tartusz kikötőjéből a líbiai Tripoliba, hogy utánpótlást biztosítsanak Kadhafi seregeinek. A riporter azt mondta, a század Kadhafi oldalán, a líbiai felkelők ellen harcol. Ezt egy nyilatkozó libanoni politikus, Ibrahim Jibreel is megerősítette.
- Március 13.: Kamal Hussein Cheikho, a Szíriai Demokratikus Értékek és Emberi Jogok Megvédése Bizottság egyik kurd tagja 500 szíriai font ellenében szabadlábra került. Még azért viszont felelnie kellett, hogy llítólag az országra veszélyes anyagokat terjesztett.[61][62][63]
- Március 15. kedd, ahogy a tüntetők nevezték, a „düh napja”: Több százan tüntettek Damaszkuszban és Aleppóban, ahol demokratikus reformokat sürgettek.[64][65][66] A damaszkuszi tüntetéseket véres eszközökkel szétverték,[67] a BBC-nek nyilatkozó szemtanuk szerint a biztonsági erők hat embert előzetes letartóztatásba helyeztek.[65]

Szíria egész területén ehhez hasonló megmozdulásokat szerveztek. Haszakában, Daraában, Dajr ez-Zaurban és Hamában. A disszidált csoportok beszámolói szerint több helyen összecsapás alakult ki a biztonsági erők embereivel. Damaszkuszban a kezdeti 200 férfiből álló tüntetés nagyon hamar 1500 fps rendezvénnyé bővült. Damaszkusz az 1980-as évek óta nem látott ilyen felkelést. A rendezvény hivatalos Facebook-oldala, a "Syrian Revolution 2011" Nicosiából, Kairóból, Helsinkiből, Isztambulból és Berlinből is mutatott olyan képeket, melyeket az ottani támogató tüntetéseken készítettek. Meg nem erősített hírek szerint a líbiai származású, a szíriai forradalmat támogató tüntetők betörtek az ország párizsi nagykövetségére.
Egy nemrég szabadon engedett politikai fogoly, Suhair Atassi lett a „szíriai forradalom” szóvivője, akit több tucat arab és nemzetközi hírügynökség is megszólaltatott a felkeléssel kapcsolatban. Atassi dicsérte „a szíriai népet, mely az ellenzék élére állva átvette a kezdeményezést.” Ezzel egyszerre visszautalt a tunéziai és a egyiptomi forradalmakra. A tüntetések első napjának egyenlege 3000 letartóztatott és néhány „mártír” lett, de hivatalos halálozási adatokat nem közöltek.
- Március 16.: Tüntetések voltak Damaszkuszban a Marjeh téren, a Belügyminisztérium közelében, ahol a politikai foglyok szabadon engedését akarták elérni.[78][79][80][81] A rendőrök gumibotokkal félemlítették meg őket.[78][79] A tüntetők azt is el akarták érni, hogy hozzák nyilvánosságra az őrizetbe vett tüntetők számát.[67] A mintegy 200 fős tömeget a szíriai biztonságiak erőszakkal oszlatták fel. Az Al Arabiya jelentése szerint a tüntetők között voltak aktivisták, újságírók, fiatal akadémisták és a szíriai börtönökben fogva tartottak családtagjai is.[82][83][84] Néhány rendfenntartó megpróbált elvegyülni a tüntetők között, és több helyen elkezdték azt kiabálni, mennyire lojálisak Aszád elnökhöz.[85][86] A biztonsági erők sok embert letartóztattak. Az Al Jazeera szerint 25,[87] az Al Arabiya szerint 32[88] embert vittek be, és köztük volt Suhair Atassi jogász valamint a két nappal korábban kiszabadult Kamal Cheikho.[89][90][91] A Kínzásellenes Világszervezet nyilvánosságra hozta a letartóztatottak listáját, és követelte, hogy mindannyiukat azonnal engedjék szabadon.[61]

Darában az al-Balad kerületben arra válaszul, hogy a rendőrség letartóztatott 15 helybéli tizenévest, (lásd március 6-nál) szintén tüntetők gyűltek össze
Aleppóban, Haszakában Dajr ez-Zaurban és Hamában is összegyűltek a szíriai források szerint a tüntetők. Néhány helyen összecsaptak a biztonsági erők képviselőivel. Az állami SANA hírügynökség szerint a tüntetők külföldi agitátorok.
Mohamed al-Ali, a Szíriai Belügyminisztérium szóvivője visszautasította, hogy Szíriában bármilyen tüntetés is lett volna, és azt mondta, a mozgósítás a Facebookon sikertelenül zárult. Szerinte „a szóban forgó tüntetők” egy kis csoport ember volt, akik „elrejtőztek az amúgy is tömött szukokban, és így próbálták meg elérni, hogy a rendezvény demonstrációként hasson. Egy másik nyilatkozatában elismerte a tüntetések voltát, de azt mondta, épp fordítva, ezeket Bassar el-Aszád elnök mellett rendezték meg.
- Március 17.: Dara belsejében folytatódtak az előző nap megkezdett tüntetések.[94]

## Március 18–25.
- Március 18., péntek a "Méltóság napja" (arabul: جمعة الكرامة):[6] A Szíriai Forradalmi Hálózat Facebook oldalán meghirdetett,[67] a szabadságért, a demokráciáért és a korrupció ellen meghirdetett tüntetést több városban is megtartották a pénteki ima után. Ezek közé tartozott Damaszkusz, Dara, Homsz, Banijasz, Kamisli és Dajr ez-Zaur is.[67][95][96][97][98] Azt mondták, évtizedek óta ez volt az ország legkomolyabb tüntetése.[99]

Darában lehet, hogy több ezer helybéli tartott néhány jelentés szerint békés, de az izraeli Arutz Sheva hírei szerint fegyveres összejövetelt, majd miközben végig vonultak a városon, azt kántálták: „Isten, Szíria szabadság.” Ezen kívül Rami Makhlouf, Aszad egyik unokatestvére ellen hangzottak el bekiabálások, aki a rezsim korruptságának az egyik legnagyobb haszonélvezője lehetett. A március 6. óta őrizetben lévő fiatalok szabadon engedését követelték, sürgették, hogy az országban minél hamarabb legyen demokrácia és nagyobb mértékű politikai szabadság, és követelték a korrupció felszámolását. Egy amatőr videófelvételen állítólag azok a vízágyúk láthatóak, melyekkel Dara belsejében szétkergették a demonstrálókat. A biztonsági erők tüzet nyitottak a tömegre, akik közül négy embert megöltek. A szíriai kormány válasza szerint „a behatolók káoszt és felfordulást teremtettek” a városban.
Damaszkuszban nagyjából 200 ember menetelt az Omajjád-mecsettől, miközben azt kántálták: "Isten, Szíria és csak a szabadság." Őket a jelentések szerint vagy megtámadták a kormánypárti erők, vagy civil ruhás rendőrök gumibotokkal szétkergették őket, és 30 résztvevőt letartóztattak.
Homszban 2000 ember gyűlt össze a Khaled bin al Waleed mecsetnél. Bántalmazták őket, többjüket le is tartóztatták. Banjaszban több száz tüntető gyűlt össze, ahol véres eseményekbe torkollott a megmozdulás.
- Március 19.: Darában eltemették az előző nap a tüntetésen meghalt két áldozatot. Itt több mint 20.000 tüntető gyűlt össze,[103][104] akik azt kiabálták: „Mártírjaink vérét nem feledjük”,[103] és "Isten, Szíria, szabadság."[105] A biztonsági erő közbeavatkoztak, könnygázt vetettek be,[105] és éles lőszerekkel lőtték a gyászolókat,[34][104] aminek a következtében hat tüntetőt megöltek,[103] további 100-at pedig megsebesítettek.[104] Szemtanuk szerint a bevetett gáz a szokásos könnygáznál sokkal mérgezőbb olt.[103] A tüntetésen az ellenzék vezetői azt követelték a kormánytól, hogy engedjék szabadon a politikai foglyokat.[94] Március 20-án alkuképpen a szíriai kormány azt ajánlotta, szabadon engedi a március 6-án őrizetbe vett diákokat.[94]

Tüntetés volt három másik városban is. Az Emberi Jogok Szíriai Ligája szerint március 16-án 10 nőt börtönöztek be, miután a Belügyminisztériumnál tartott demonstrációt követően éhségsztrájkba kezdtek.
- Március 20., Bassár el-Aszad elnök delegációt küldött a darai összecsapásokban megöltek családjaihoz, hogy hivatalosan is kifejezzék gyászukat.[107] A darai Omari mecsetben és akörül több ezren gyűltek össze a városban, hogy a saját igényeiket hangoztassák. Ezek között ott volt a politikai foglyok szabadon engedése, a szükségállapot feloldása, és azt követelték, „Mától e legyen félelem.”[107][108] Miközben a tüntetők egyre jobban belelendültek, a rendőrök könnygázt vetettek be. Erre a tüntetők még idegesebbek lettek, és elkezdték leszedni Aszad egyik poszterét. Ezután a szemtanuk szerint a rendőrség tüzet nyitott a csoportra.[107]

Ezután a tüntetők felgyújtották a Baasz Párt helyi képviseletét, a város bírósági épületét, és az elnök unokatestvérének tulajdonában lévő SyriaTel telefonársaság helyi irodáját. Rami Makhlouf számított az ország leggazdagabb emberének, s őt tekintették a korrupció jelképének. Aznap a városban hét rendőrségi tisztviselő és négy tüntető halt meg.
- Március 21. Darában több ezre kísérték a március 19-én meghalt holttestét a sírig.[113][114] Azt kiabálták: "Isten, Szíria, szabadság. Az emberek a korrupció végét akarják."[114] "Többé nem félünk".[32] Aszad a helyzet kezelése céljából eltávolította a posztjáról a város kormányzóját.[115] Több ezren tüntettek a közeli Jasim mezőgazdasági városnál is.[113][116]

A tüntetések tovább terjedtek az ország más részeire. Dara utcáit több ezren lepték el, a hadsereget a városba küldték. Jassemben is több százan tüntettek, és demonstrációkról érkeztek hírek Banjaszból, Homszból és Hamából is.
A hírek szerint egy 11 éves fiú olyan sérülésekbe halt bele, melyeket Dara belvárosában szerzett, miközben a rendőrök feloszlatták a tüntetést. Eközben a bejrúti al Akhbar újság azzal vádolta a libanoni Saad Hariri ügyvezető miniszterelnök Jövő Mozgalmát, hogy ők fizetik a szíriai tüntetőket. Ők ezt azonnal visszautasították.
Darában a tüntetők tüzet nyitottak a hatalmon lévő Baasz Párt központjára és más kormányzati épületekre. A rendőrök éles lőszerrel lőttek a tömegbe, ahol egy embert megöltek, többeket pedig megsebesítettek. Aszad tett néhány gesztust, de a tömeg továbbra is összegyűlt Dara legfontosabb mecsetében és annak környékén, ahol saját elvárásaikat skandálták: a politikai foglyok szabadon bocsátását, a tüntetőkre lövők bíróság előtti tárgyalását, az országban 48 éve hatályban lévő rendkívüli állapot megszüntetését, több szabadságot és a korrupció megfékezését.
- Március 22. Darában több százan gyűltek össze az Omari mecset környékén, ahol március 18. óta van a tüntetések középpontja, hogy a kormány így ne tudja őket olyan könnyen feloszlatni.[122][123][124] Emberi jogi aktivisták szerint a rendőrök tüzet nyitottak, és négy embert megöltek.[122][124] Az AFP egyik fotóriportere azt mondta, Daraában a biztonsági erők bántalmazták, és elvették a felszerelését.[123]

Loay Husseint, egy jeles jogvédőt, 1984. és 1991. közötti politikai foglyot, a helyi tüntetés támogatóját otthonában Sehnaya kerületben Damaszkusz mellett a szíriai hatóságok letartóztatták. A tüntetők a déli Inkhil, Nawa, Al-Sanamayn és Jasim városokban valamint vidéki területeken is összegyűltek.
Dara, Jassem, Nawa és Sanamayn területén is voltak tüntetések. Inkhil és a Damaszkusz környéki vidékies területekről is jöttek hírek különböző megmozdulásokról. Darában a hírek szerint könnygázt és éles lövedékeket is bevetettek az Omari mecset, a tüntetők fő gyülekezési helye körül.
Az AFP fényképészét és videósát Darában a biztonsági emberek bántalmazták, a felszerelésiket pedig elkobozták.
Navi Pillay, az ENSZ emberi jogi főbiztosa kezdeményezte, hogy vizsgálják ki hat tüntető halálát, akikkel a szíriai biztonsági erők márciusban végeztek.
- Március 23-án korán Darában megerősítették a közbiztonság vádelméért felelős személyek jelenlétét, és összecsaptak az a belvárosban az Omari mecset környékén összegyűlt tüntetőkkel. A tömeg feloszlatásához könnygázt és éles lövedékeket is bevetettek. Az aktivisták első jelentései és a hírügynökségek riportjai szerint 5 vagy 6 tüntetőt megöltek.[127][128][129][130] Az Associated Press egyik tudósítója félautomata lövéseket hallott.[129]

Az egyik áldozat egy orvos volt, akit még aznap délután el is temettek. Ezrek vettek részt a temetésen, ami után a rendőrség szintén a tömegbe lőtt. Aznap az Ap szerint 15 ember halt meg, de egy későbbi kórházi beszámoló már 37 halálos áldozatról számolt be. A mobilszolgáltatást Darában lekapcsolták, az ellenőrző pontokon pedig egyenruhás katonák illetve civil ruhás biztonsági ügynökök tűntek fel.
A szíriai állami média eközben egy rendőri rajtaütésről számolt be, ahol fegyvereket, gránátokat, lőszert és pénzt foglaltak le, majd egy „felfegyverzett geng” megtámadt egy mentőautót, ahol egy orvost, egy egészségügyi munkást és egy vezetőt megöltek, amire válaszul a rendőrök hármukat vagy négyüket megölték.”
A szíriai kormány szerint a március 15. óta zajló zavargások mögött izraeli ügynökök, palesztin szélsőségesek valamint más „szabotőrök” és „felbujtók” húzódnak meg.
Jelentések szerint Dél-Szíriában legalább 15 tüntetővel végeztek a biztonságiak. Legalább hat ember halt meg Darában a mecset körül, köztük egy orvos s egy rohammentős. Szemtanúk szerint a mecset mellett a biztonsági erők megöltek egy 12 éves lányt.
A jelentések szerint március 23-án este a szíriai biztonsági erők tüzet nyitottak több száz fiatal tüntetőre, akik Dara felé meneteltek.
- Március 24., Szemtanuk szerint a március 23-án Darában megöltek temetésén 20.000 ember kántálta, hogy „A mártírok vére nem vész kárba.”[135][136] A Szíriai Emberi Jogi Bizottság szerint a halottak száma 32-re nőtt,[137] miközben az AFP jelentései szerint közel 100 embert öltek meg a rendőrök csak Darában.[138] Szíria szabad lábra engedte Louai Hussein írót, akit azon a héten vettek őrizetbe, mert egy petíciót hozott létre az interneten, mely a szabad véleménynyilvánítás jogát követelte.[139]
- Március 25., Reggel Darában politikai aktivisták szerint 100.00 ember vett részt egy kormányellenes tüntetésen.[140] A Reuters szemtanúja szerint később a tüntetéseken megölt öt ember temetése után több százan gyűltek össze és meneteltek a főtér felé, és (Aszad testvérére célozva) ezt kiabálták: „Maher, te gyáva! Küldd a katonáidat a Golán fennsíkra.[141] Bementek a kormány épületébe is, ahol elégették Bassár el-Aszad egyik képét, és ledöntötték a volt elnök, Háfez al-Aszad szobrát.[140] Ezután egy szemtanú szerint a hivatali épületek tetején megbújó fegyveresek elkezdték lőni a tömeget.[140] A Neue Zürcher Zeitung honlapja szerint „legalább” 20 embert megöltek.[131] Az Al Jazeera honlapja szerint a tüntetők felgyújtották Dara kormányzójának a házát is.[140][142][143]

Latakiában, Homszban, Damaszkuszban, Hamában, Dajr ez-Zaurban és Rakkában is voltak tüntetések. Aktivisták jelentései szerint egy vagy két tüntetőt Latakiában megöltek a biztonságiak, vagy valaki, aki a tüntetők és a kormánypárti szimpatizánsok között állt, egy embert pedig Homszban öltek meg.
A szíriai állami hírügynökség felfegyverzett bandáról számot be, akik a déli Al-Sanamayn városában rátámadtak a biztonsági erőkre, és akik közül többet megöltek. A YouTube-on egy videó azt mutatta, hogy véres hét test feküdt Al-Sanamayn utcáin, akik közül hárman biztosan lőtt sebet kaptak. Független forrásból nem erősítették meg, hogy a biztonsági erők 10 vagy 20 embert öltek meg.
Damaszkuszban Aszad mellett tüntettek. Több száz, Aszad arcával teleplakátolt, fiatalokkal tömött autó vonult fel az Omajjád téren. Damaszkusz-szerte nagy szíriai zászlókat és Aszad fényképeit lengették. Több százan kántáltak Aszadot éltető üzeneteket. But also hundreds of protesters in Damascus expressed their solidarity with the demonstrators killed in Daraa on 23 March, crying out: "We sacrifice our blood, our souls for you in Daraa".
Miután az interneten több felhívást is közzétettek, hogy a pénteki ima után induljon meg a "Dicsőség Péntekje" (arabul: جمعة العزة) tüntetés, országszerte több tízezren vonultak az utcákra, hogy elítéljék azt az országot, mely bebizonyította, ismét képes fegyveres erőt bevetni. Szíria déli résén a hadsereg tüzet nyitott a tüntetőkre, és a hírügynökségek valamint a szemtanuk beszámolói alapján békés tüntetőket öltek meg, így a stratégiai fontosságú nemzetnél is zűrzavar támadt.
Sokan kántálással hívták fel a figyelmet, hogy szolidárisnak kell leni Darával, az ott megölt emberekkel, és fel kell lépni a szabadságért valamint a korrupció ellen.
Tafas-ban a biztonsági erők 3 embert megöltek. Az idlibi Kafr Amimban tűz ütött ki a Baasz Párt egyik központjában.
Yusuf al-Qaradawi szunnita klerikális sejk szentbeszédet tartott Katarban, melyben a következőket mondta: „A forradalom vonatja ma elérte az egyik állomást, melyet korábban célul tűztek ki: a szíriai állomást. Lehetetlen, hogy Szíria elválassza magát az arab országok történelmétől.” A szaúd-arábiai száműzetésben élő szíriai szalafista lelkész Sheikh Adnan al-Arour a forradalom fiataljainak azt tanácsolta, folytassák az egyiptomi példát, tűrjék el az atrocitásokat, arra ne adjanak semmilyen választ. Azon reményének adott hangot, hogy a kormány közbelép majd, és megalakul egy bizottság, ahol párbeszéddel lehet kezelni a különféle sérelmeket.
Az AFP arról számolt be, hogy a forradalom Párizsba menekült vezetője Bassár el-Aszad eltávolítását sürgette, és azt kérte a francia kormánytól, hogy „fejtsen ki nyomást a szíriai vezetésre, hogy az „hagyjon fel az ártatlanok megölésével.” Az egyik, YouTube-ra feltöltött videón az látszik, hogy Damaszkuszban tele volt olyan tüntetőkel az Ar-Rifai mecset, akik azt kántáltűk: „Csak Isten, Szíria és a szabadság.” Egy kiszivárgott, és a YouTube-ra felkerült videón az látszik, hogy – talán Homszban – a biztonsági erők átöltöznek civil ruhába, hogy így provokálják a kormányellenes tüntetőket.
17 embert megöltek egy Dara felé tartó demonstrációban, 40 emberrel végeztek az Omari mecset közelében, miközben al-Sanameen ben Homszban 25-en, Latakiában 4-en, Damaszkuszban 3-an haltak meg.

## Március 26–31.
- Március 26.: Az Al Jazeera,[142] az AFP hírügynökség[158] és a The Washington Post[159] és a Reuters[158] szerint aktivisták és emberi jogi jogvédők arról számoltak be, hogy a hatóságok 70, 200 vagy 260 (politikai) foglyot valamint (ezen felül) 42 vagy 14 bebörtönzöttet szabadon engedtek,. A négy forrás közül kettő megemlítette, hogy a többségük iszlamista volt.[158][159][160]

Több aktivista és az Al Jazeera szerint ez arra volt egy próbálkozás, hogy lecsillapítsa a tüntetők egyre növekvő haragját. Rihawi, a Szíriai Emberi Jogi Liga vezetője szerint ezeknek a foglyoknak a szabadon engedése „jó kezdet.” A Spiegel Online International azonban – forrásainak említése nélkül – arra utal, hogy Aszad azzal a céllal engedte ki a többségében dzsihadista foglyokat, hogy ezzel a tüntetések radikalizálódnak majd, és elveszítik a hitelességüket.
Latakiában március 26-án, Tafasban pedig március 26-án és 27-én is tüzet nyitottak a pénteken megölt tüntetők temetésén a gyászolókra a Baasz Párt helyi irodáiból és a rendőrség épületéből. Ezután Latakiában a írek szerint három tüntető meghalt, miután összecsapások kezdődtek köztük és a biztonsági erők között. Latakiában bevetették a kormány csapatait.
Darában több százan vettek részt egy ülődemonstrációban egy mecset közelében, amelyre a biztonsági erők a szemtanuk jelentései szerint könnygázzal válaszoltak.
Latakiában és Tafasban a felgyújtották a Baasz Párt irodáit. A hatóságok azzal vádolták a fegyveres huligánokat, hogy megpróbálják destabilizálni az ország helyzetét. A kormányzat által ellenőrzött hírügynökség, a Szíriai Arab Hírügynökség (SNA) azt állította, hogy egy fegyveres csoport elfoglalta a legtöbb háztetőt Latakiában, akik tüzet nyitottak a polgárokra és a biztonsági erők tagjaira. Darában több ezren tüntettek, és ketten meghaltak aznap. A jelentések szerint két amerikai szíriai őrizetben volt. A 32 éves egyiptomi amerikai kettős állampolgár Mohammed Radwan és a 21 éves, a vermonti Katonai Főiskolán tanuló Pathik "Tik" Root, állítólag azért került őrizetbe, mert részt vetek a kormányellenes felkeléseken.
Szíria főmuftija, Ahmad Bader Hassoun ezt mondta: "Minden állampolgárnak joga van, hogy tüntessen és a szabadságot követelje, de mondom néktek, mindenki megbűnhődik, aki a vérontások mögött áll. Egyetlen fegyveres tisztviselő sem nyitott tüzet a tüntetőkre. Azok után, ami történt, meg kell békülniük az embereknek. Van az országban néhány korrumpálható ember, és a korrumpálhatóakat meg kell büntetni.” A pénteken Homszban történtek után menesztették Homsz kormányzói posztjáról Iyad Ghazalt.
- Március 27.: Aznap korán reggel a szíriai hírügynökség arról tudósított, hogy fegyveres huligánok elfoglalták Latakiában a háztetőket, és onnét lőnek.[162] A kormányellenes tüntetők azonban a kormányt vádolták azzal, hogy tüzet nyitott rájuk.[162] Az aktivisták szerint néhány tüntető felgyújtotta a Baasz Párt épületét, és több üzletet megtámadtak.[162] Az állami hírügynökség később azt mondta, az összecsapásokban 10-12 ember meghalt, köztük helybéli lakosok is.[162][167] Az Al Jazeera egyik, Youtube-ra is feltöltött videójában az egyik imám azt mondta a tudósítónak, hogy a városban mészárlás folyik.[168]

Buthaina Shaaban, az elnök média tanácsadója azt mondta, megszüntetik a szükségállapotot, de arról, hogy ez mikortól lép életbe, nem mondott semmit. Hozzátette, hogy az elnök hamarosan beszédet intéz Szíriához, és hivatalos bejelentést tesz arról, milyen lépéseket tesz majd a kormány. A Reuters hírügynökség arról számolt be, hogy két újságírója eltűnt. Legutóbb előző este hallottak felőlük, mikor a tervek szerint átlépték Libanon és Szíria határát. Sobhi Hasan és Zaher Alamin újságírókat ismét letartóztatták.
- Március 28.: A Reuters arról számolt be, hogy az előző nap eltűntnek hitt két, libanoni származású újságírója március 26. óta a szíriaiak őrizetében van, de most már kiengedték őket, és visszatértek Libanonba.[172]

A kuvaiti Nabeel al-Awadi sejk és a szíriai Issam al-Attar sejk a támogatásaikról biztosították a kormányellenes felkelés résztvevőit.
- Március 29.: A kormányzat március 28-i bejelentései után több tízezren tüntettek Damaszkuszban, Aleppóban, Homszban. Hamában és Haszakában Bassár el-Aszad elnök mellett.[175][176][177][178] Az AP tudósítója szerint a banki alkalmazottak kaptak két szabad órát, az iskolából pedig elengedték a gyerekeket, hogy részt vehessenek a megmozdulásokon.[175] Az izraeli Yedioth Média Csoporthoz tartozó Ynetnews azonban arról írt, hogy „Aszad több százezer támogatója vonult utcára.”[178] A szíriai központú Day Press (Dp-news) „több millió szíriai állampolgárról" ír, akik „az anyaföldhöz való hűségüket akarják kifejezni.”[179]

Szintén március 29-én Aszad elnök elfogadta a Naji al-Otari miniszterelnök vezette 32 fős kormány lemondását. Erre a lemondásra a tüntetések hatására került sor. A kormányfő az új kormány megalakulásáig ügyvezetőként irányítja az országot. Azonban a szíriai kormányoknak nincs nagy hatalmuk, mivel minden hatalom Aszad, az ő családja és a biztonság vezetéskezében összpontosul.
Jamal Suliman művész a BBC-n keresztül bejelentette, hogy a szíriai művészek a folyamatban lévő felkeléssel kapcsolatban egy nyilatkozatot tettek közzé. A művészek hangoztatták a „reformok bevezetésének” a fontosságát és kijelentették, hogy „kiállnak a politikai rendszer komoly és hosszú úton megvalósítható megváltoztatása” mellett, és kiállnak az emberekért.
- Március 30.: A parlament előtt tett, a televízióban sugárzott, a tüntetések márciusi megindulása és azok leverése óta először tett beszédében Bassár el-Aszad elnök azt mondta, +Szíriában most tesztelik az ország egységét,” miközben „ellenségeink Szíriát támadják.” A [Szíria ellen összefogott] „ellenségek” „az összeesküvésükben „ „Izrael terveit”[184] vagy az izraeli forgatókönyvet támogatják.[185] Azt mondta, a „konspirátorok” „megpróbálták megerősíteni a szektásodást, hogy ezzel hogy ezzel gyűlöletet szítsanak.”[184][186] Aszad azt mondta, „A külföldi hatalmak”, miközben felkavarják az érzelmeket, hogy ezzel gyengítsék meg Szíriát, „addig hazudnak, míg maguk is el nem hiszik, amit mondanak.”[187] Aszad célba vette a közösségi oldalakat és a pánarab hírügynökségeket is.[186] Beszédét a hozzá hű tagok többször is megakasztották, mikor kifejezték soha el nem múló szeretetüket a vezető iránt.[188]

A jelentések szerint a Reuters két tudósítója, Ayat Basma és Ezzat Baltaji veszett el Damaszkusz környékén.
Aszad elnök az egyik beszédében azt monda, a felkelés mögött külföldi konspirátorok állnak, a szükségállapotot pedig nem oldja fel. Ezzel épp ellenkezőleg, szigorítják a jövőben felvételizők szűrését. A CNN egyik YouTube-ra feltöltött videóján a szíriai hírügynökség egyik felvételét tette közzé, melyen egy nő állítólag megtámadta az elnök autóját a szerdai beszédét követően.
Mivel az elnök beszédével elégedetlenek voltak, Latakiában ismét utcára vonultak a tüntetők, ahol a rendőrök rájuk lőttek. A beszéd után Darában is tömegtüntetések voltak, ahol az öt újabb halottal a tüntetések márciusi kezdete óta már 200-ra nőtt a „mártírok” száma. A damaszkuszi vizsgálóbíró visszautasította, hogy szabadon engedje Suhair Attasi aktivistát és négy társát.
- Március 31. (vagy március 30, de nem a televíziós beszéd alatt), Aszad megígérte, hogy megvizsgálják, van-e lehetőség az 1963 óta érvényben lévő szükségállapot feloldására[188] és megígérte, hogy szabadon engedik a Haszaka kormányzóságban fogságban lévő 150.000 kurdot,[195] akik 1962. óta jogfosztottak voltak.[188] A szükségállapottal foglalkozó bizottságot mg aznap meg is alakította az elnök.[196]

A Reuters további két újságírója, Suleiman al-Khalidi és Khaled al-Hariri tűnt el Szíriában.
A SANA bejelentette, hogy Aszad egyik rendelete értelmében megemelték az állami alkalmazottak bérét. A rendelet április 1-től hatályos.
A Muzulmán Testvériséghez közeli egyik londoni jogvédő csoport azt közölte, csütörtökön egy vérfürdőben 25 embert öltek meg a biztonsági erők tagjai Latakiában, az ország északnyugati felében.

## Április 1–15.
Március végére Darában a 15.000 lakosú régi al-Balad kerületet a Szíriai Hadsereg mindentől elvágta, és bekerítette. Mikor április-májusban kifogytak az erőforrásokból, al-Balad lakosságát éhség sújtotta. Április elejére teljes Darát automata fegyverekkel, föld-levegő rakétákkal és tanokkal vették körbe, a hadsereg pedig majdnem teljesen kifosztotta.
- Április 1. péntek, A pénteki ima után[195] több ezer tüntető fejezte ki több városban is, hogy nem elégedettek azokkal a határozatlan ígéretekkel, melyeket Aszad elnök az előző nap tett.[188]

Dúmában egy többségében munkásosztály lakta damaszkuszi északi kerületben a szemtanúk szerint 2000, a szíriai hivatalos források szerint több száz tüntető gyűlt össze az Önkormányzat terén, akik mikor a rendőrség rájuk lőtt, azt kiabálták, „Szabadságot, szabadságot!” Legalább 11 embert megöltek. A hivatalos források azonban azt mondták, fegyveresek másztak fel a tetőkre, akik mind a polgárokat, mind a biztonsági erők tagjait lőtték.
Darában egy szemtanú szerint 5000. ember demonstrált, miközben azt kiabálták: „Szabadságot akarunk!” Több százan próbáltak meg Darából a közeli Al-Sanamayn városába menetelni, miközben a jelentések szerint a rendőrök öt embert megöltek.
Homszban az állami hírügynökség szerint egy fegyveres csoport polgárokra lőtt, akik közül egy lányt megöltek.
Damaszkuszban az Omajjád-mecset közelében egy szemtanú szerint a kormány szimpatizánsai nem engedték be a híveket az épületbe, így nem tudott nagy tömeg összegyűlni. Az állami hírügynökség cáfolta, hogy aznap Szíriában akármilyen összetűzés is kialakult volna a rendőrség és a tüntetők között.
Miután interneten meghirdették a "mártírok péntekjét" (arabul: جمعة الشهداء) több ezer tüntető gyűlt össze az imádságok után, és Szíria több városában is az utcákra vonultak. A rendőrök tüzet nyitottak a Damaszkusz déli részén, Dúmában összegyűlt tüntetőkre, akik közül nyolcat megöltek. Még délebbre, Darán túl, egy ottani tüntetésen egy tüntetőt megöltek.
- Április 2.: Az SOHR szerint Darában és Homszban 21 embert letartóztattak, legtöbbjüket azért, mert előző nap részt vettek a tüntetéseken.[195][205]

A Golán-fennsíkon Buq'ata faluban mintegy 2000 ember tüntetett Aszad mellett.
Törökország miniszterelnöke, Recep Erdogan azt mondta, nyomást helyez Aszadra, hogy hajtson végre reformokat.
| Kattints az alábbi külső linkek egyikére! | Kattints az alábbi külső linkek egyikére! |
| ----------------------------------------- | ----------------------------------------- |
| Nem található szabad kép.(?)              |                                           |

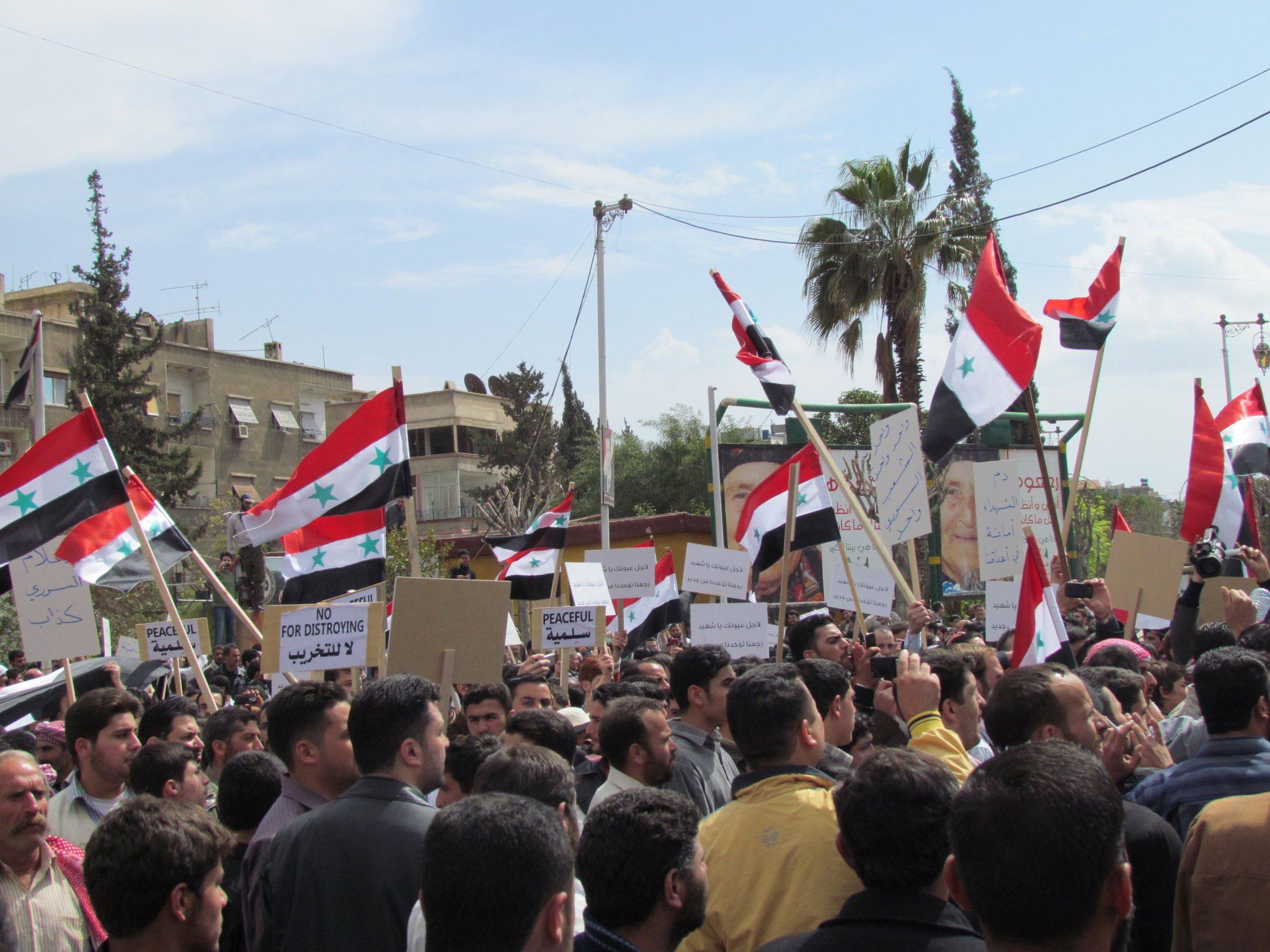
Tüntetők Dúmában, Damaszkusz külvárosában 2011. április 8-án

- Április 3.: A szíriai hatóságok szabadon engedték a Reuters egyik 50 éves Khaled al-Hariri nevű fényképészét, miután hat napig őrizetben tartották.[208]

Aszad Adel Safart jelölte ki miniszterelnökké, és őt bízta meg a kormány megalakításával.
- Április 3–7.: Az április 1-i dúmai halálos összecsapások után gyorsan a helyszínre küldték a Baasz Párt egyik magas rangú vezetőét, hogy tárgyaljon a helybéliekkel. A megállapodás alapján a holttesteket visszaadják a családoknak, a sebesülteket ellátják, az előzetesben lévőket szabadon engedik, a temetések alatt pedig nem lesznek jelen a területen biztonsági erők.[201] Úgy tűnik, ez Dúmában megakasztotta a tüntetéseket,[201] hacsak április 15-ig is.[210]
- Április 4.: Mohammad Khaled al-Hannus személyében Aszad kijelölte Dara új kormányzóját.[211] Eközben több ezer szíriai menetelt Dúma utcáin, épphogy csak Damaszkuszon kívül, miközben nyolc, az április 1-i tüntetésen meghalt áldozatukat temették el.[160]

A SANA hírügynökség arról számolt be, hogy Latakia börtönében az egyik rab által okozott tűzben nyolc rab meghalt. A tűzben két rendőr megsebesült.
- Április 5.: Az AFP bejelentette a "mártírok hetének" (arabul: أسبوع الشهداء), a Sírian Revolution 2011 Facebook-csoport által szervezett tüntetéssorozatnak a kezdetét. Ezt azoknak az emlékére hozták létre, akiket az elmúlt időszakban a biztonsági erőkkel folytatott összecsapásokban megöltek.[213] Az állami televízió szerint meg nem határozott elkövetők két rendőrt megöltek Damaszkusz vidékies területein.[214] 15 ember meghalt egy tüntetésen Kafr Batna területén.
- Április 6.: Szíria oktatási minisztere ezen a napon engedélyezte, hogy az általános iskolai tanárok viselhessék az arcot a szemen kívül teljesen eltakaró iszlám ruhadarabot, a nikábot. Ezt előző júliustól tiltották, és azokat, akik ezt a szabályt megszegték, elbocsátották az iskolákból. Az új szabály szerint az akkor elbocsátottak is visszatérhetnek, és ezzel nyitni akarnak a mérges, konzervatív szunnita muzulmánok és a kurdok felé.[160][215] Ezen a napon bezárt az ország egyetlen kaszinója Damaszkuszban.[215][216]

Nem sokkal később a Szíriában élő több tízezer kurd is szíriai állampolgárságot kap.
A szíriai kormány kezén lévő Teshreen szerkesztője azt mondta, megbeszéléseket szervez vezető ellenzéki politikusokkal, így el tudják mondani, milyen reformokat sürgetnek. Egy hozzá közel álló politikus azt mondta, a szíriai parlament májusban nagyobb reformokat akar elfogadni, amiben benn van a szükségállapot felszámolása is.
- Április 7.: A 300.000 Haszaka kormányzóságban élő külföldiként vagy hontalanként regisztrált szíriai kurd közül aznap 220.000 „szíriai arab állampolgárságot” kapott.[220]

Szíria szerte kisebb tüntetéseket tartottak, de a tüntetők többsége a péntekre szervezett nagy megmozdulásra készült.
- Április 8. péntek, Darában a pénteki ima után egy szemtanú az Al Jazeerának elmondott beszámolója szerint a rendőrök tüzet nyitottak az elszórtan jelen lévő, köveket dobáló tömegre, Szemtanúk és kórházi források szerint 27 embert megöltek. A tüntetők azt kántálták: "A nép a rezsim elmozdítását akarja." A Human Rights Watch szemtanuktól származó információk alapján azt mondta, a sérülteket a mentősök nem vehették fel, mivel ebben a kormány biztonságisai megakadályozták őket. Az állami SANA úgy adott hírt a történtekről, hogy a tüntetés alatt „éles lőszert bevető felfegyverzett csoportok” a rendőrség és a biztonsági szolgálatok 19 tagját megölték, 75 tagját pedig megsebesítették.[222][223][224][225][226]

Harasztában, Damaszkusz egyik külvárosában 2000 ember tüntetett, és mikor elérték a biztonsági erők által felállított úttorlaszt, köveket dobáltak olyan „civil ruhás férfiakra”, akik tüzet nyitottak rájuk. Azokat, akik sérülést szenvedtek, a többiek nem tudták segíteni, mert a seregek folytatták a lövéseket, az orvosok pedig nem tudták kórházakba szállítani a sérülteket, mert a biztonsági erők ide sem engedték be őket. Meg nem erősített hírek szerint Harasztában három embert megöltek.
Homszban két tüntetővel végeztek.
Az Amnesty International nyilvánosságra hozott egy 171 nevet tartalmazó listát, akiket a Hadsereg a tüntetések kezdete óta ölt meg.
Mazen Darwish, az egyik damaszkuszi aktivista ezt mondta Aszad március 31-i, a vizsgálatokról szóló ígéretére: „Nem erről vagy arról a problémáról van szó. A legfontosabb az, hogy Szíriát a mostani diktatúrából átalakítsuk demokráciává. (…) hogy a politikai élet nyitott legyen, legyen szabad sajtó, politikai pártok, és számolják fel a szükségállapotot.”
A harmadik egymást követő pénteken, ezúttal az "ellenállás péntekjén" (arabul: جمعة الصمود) Latakiában, Tartúszban, Banijaszban, Idlibben és más városokban. Kelet-Szíriában több ezer kurd nemzetiségű vonult az utcákra. Az északkeleti Kamisli városában élő kurd lakók visszautasították Aszad azon tulajdonképpeni ajánlatát, hogy 48 kurdot szabadon engedett. Ezt skandálták: „Nem kurdok, nem arabok, a szíriaiak ugyanolyanok. Tiszteljük a darai mártírokat.”
27 kormányellenes tüntetőt megöltek és többet megsebesítettek Darában, mikor a biztonsági erők gumilövedékekkel és éles lőszerekkel lőtték a követ dobáló tüntetőket, hogy ezzel oszlassák fel őket. Az összecsapásokra azután került sor, hogy a pénteki ima után több ezer tüntető kezdett felvonulásba. Egy telefonhívásban az egyik aktivista azt mondta az egyik újságírónak, hogy a három mecsettől induló tüntetők a város főbíróságához vonulnak, ahol összecsaptak a biztonsági erők civil ruhába öltözött képviselőivel. Egy szemtanú azt mondta a Reutersnek, „orvlövészek voltak a tetőkön.” Egy másik szemtanú „vértócsákat és három holttestet” látott Dara Mahatta területén. A tüntetők összezúzták Bassár el-Aszad, az ország elnökének egyik kőszobrát, valamint felgyújtották a Baasz Párt helyi irodáját. Az állami fenntartású Szíriai Televízió szerint a rendőrség és a rendfenntartók 19 tagját ölték meg Darában.
Legalább három ember halt meg Damaszkusz külvárosában, Harasztában, két embert megöltek és több tucatnyit megsebesítettek Homszban, Szíria harmadik legnagyobb városában. Emberi jogi csoportok szerint országszerte 36 embert öltek meg a pénteki tüntetéseken.
- Április 9.: Darában a szemtanúk arról számoltak be, hogy a biztonsági erők éles lőszert és könnygázt vetettek be több száz tüntető ellen, akik egy mecset mellett egy tömeges temetésre gyűltek össze.[235] Latakiai szemtanúk arról számoltak be, hogy a szíriai biztonsági erők éles lőszert vetettek be az összegyűlt tüntetők ellen. Egy másik szemtanú arról mesélt, hogy vízzel teli teherautókat vittek a helyszínre, hogy velük mossák le az utcára kerülő vérfoltokat.[236]
- Április 10.: Banijasz Elvágták a város elektromos, telefonos és internetes összeköttetéseit.[237] Az itteni kormányellenes tüntetés után kormánypárti lövészek és biztonságiak négy embert megöltek.[181][201][237] Erre válaszul rajta csaptak az egyik katonai csapaton, ahol a kormány szerint kilenc katonát megöltek.[181][201]

Szintén ezen a napon Aszad elnök találkozott dúmai lakosokkal, és személyes sajnálatát fejezte ki az április 1-én itt meghalt polgári lakosok iránt.
Az előző napi események mérlege Darában 26, Homsz Tedlo városrészében 20, Banijaszban 1 halálos áldozat lett. Április 10-én délelőtt Banijasz nagymecsetje előtt az állítólag a Sabihához tartozó lövészek legalább négy tüntető megöltek. Felkelések törtek ki Homszban, Dúmában és Daában is. Egy egység 9 katonáját ölték meg Banijasz felé az úton egy összecsapásban, akik közül kettő tisztviselő volt. Többen megsérültek.
- Április 10–12., A Banijasz melletti Baida városában több száz férfit letartóztattak.[201]
- Április 11.: A Damaszkuszi Egyetemen tartott tüntetés alatt a biztonsági erők lelőttek egy tanulót.[240] Damaszkusz Baramkeh részén a Damaszkuszi Egyetem Természettudományi Kar diákjai tüntetést kezdtek, melynek során együttérzésükről biztosították Dara és Banijasz lakosait. A Damaszkuszi Egyetem Természettudományi Karának rektora, dr. Mohammad Said Mahasni visszautasította jelentésben leírtakat, és azt mondta, sok diák gyűlt össze a kar előtt, akik tiltakoztak az ellen, hogy destabilizálják a szíriai biztonsági helyzetet, nemzeti mottókat skandáltak, és Aszad támogatását hirdették.[241][242] Banijaszban a katonaság által megölt 4 ember temetésén ismét tüntetés alakult ki, a biztonsági erők pedig késő éjszaka megtámadták a várost.[243]
- Április 12.: A nap elején megerősítették, hogy egy nappal korábban a biztonsági erők halálra vertek egy hallgatót a Damaszkuszi Egyetemen tartott tüntetésen. Szemtanuk szerint Banijasz Bayda kerületét tankok vették körbe, a biztonságiak szűnni nem akaró támadásában pedig több tucatnyian megsebesültek.[244] Eközben sem mentőautókat, sem a közeli Tartúszból a helyszínre küldött szükséges segélyszállítmányokat nem engedték be a faluba.
- Április 13.: Baida területén sok nő demonstrált, hogy elérje az őrizetbe vett férfiak szabadon engedését.[201] Több száz nő vett részt azon a felvonuláson, amelyen a 350 helybéli férfi szabadon engedését akarták elérni. A tüntetések átterjedtek az Aleppói Egyetemre is, ahol a hallgatók az irodalmi kar épületeiben csaptak össze a biztonságiakkal, és három hallgatót letartóztattak. A jogi karon mintegy 50 hallgató kezdett demonstrációba.[245]
- Április 14.: Aszad elnök a darai tüntetőkhöz közel álló küldöttekkel találkozott.[201] A darai küldöttség később azt mondta, Aszad megígérte nekik, hogy április 25-re megszüntetik a szükségállapotot.[210]

Banijaszban az állami média szerint az orvlövészek tévedésből egy posztoló katonát lőttek le.
Az állami média bejelentette, hogy Adel Safar miniszterelnök vezetésével megalakult az új kormány. Este szintén az állami média közölte, hogy „Aszad elnök úgy döntött, minden olyan, az elmúlt történések alatt őrizetbe vett foglyot szabadon engednek, akik nem követtek el a nemzet és a polgárok ellen törvénysértést.”
Banijasz kikötővárosban a hadsereg átvette a titkosrendőrség szerepét. 300 ember tüntetett Suwayda területén.
- Április 15. péntek "Az elhatározás péntekén" (arabul: جمعة الإصرار) Damaszkusz Dúma kerületében több ezer tüntető menetelt Damaszkusz központja felé, mikor a közeli Abasyeen téren pisztolyokkal, botokkal és könnygázzal megtámadta őket a titkos rendőrség és a titkosszolgálat.[210]

Damaszkusz Barzeh kerületében 250, a Salam mecset előtt tüntető demonstrálót egy tucatnyi, civil ruhás fegyveres tartóztatott fel, ami után elszabadultak az indulatok.
Darában kormányzati felhatalmazással több százan tüntettek. A biztonsági erők nem voltak jelen az utcákon. Banijasz, Latakia, Baida, Homsz, Dajr ez-Zaur és Kamisli területéről is jöttek hírek tüntetésekről. Ezekben a városokban Darához hasonlóan néhány tüntető csak politikai reformokat sürgetett, miközben mások teljes rendszerváltást vagy a kormány megingását követelték.

## Április 16–24.
- Április 16.: Miután az új kabinet letette az esküt, Aszad elnök beszédet intézett hozzájuk a televízión keresztül.[254] Március 30-i beszéde után ez volt Aszad második nyilvános megszólalása a televízióban. Aszad azt mondta, a több mint öt ember összegyűlését tiltó, a szükségállapot indokolta rendelkezéseket a következő héten visszavonják.[255][256][257] Megfogadta, hogy tárgyalni fog a szakszervezetetekkel, és hozzátette, hogy elsődleges fontosságú számára, hogy Szíriában „fenntartsák a belső rendet”.: "A szíriai nép (…) szereti a rendet, nem fogadja el a káoszt és a csőcselék uralmát."[254] Valószínűleg a március 15. óta folyó tüntetésekre célozva azt mondta: „múlt héten rájöttem, hogy szakadék van az állami intézmények és a szíriai nép között. (…) Ezt a szakadékot be kell tölteni, még pedig egyvalamivel (…) az állampolgároknak az állami intézményekbe vetett hitével.”[258] Azt mondta, legfontosabb dolga a kurdok állampolgárságának a biztosítása, a következő vagy legkésőbb az azt követő héten a szükségállapot megszüntetése, szabotázs és káosz nélkül lehetővé tenni a demonstrációkat, a politikai pártok és a közigazgatás szabályozása, mindkét szinten mihamarabbi választások megtartása, új és modern médiatörvényt akar elfogadtatni, mindezt a közvélemény bevonásával. Ezután következik majd a munkanélküliség kezelése,a gazdaság, a vidéki szolgáltatások helyzete, a köz- és a magánszektorok szabályozása, az igazságszolgáltatás, a korrupció, a kis stílű vesztegetések kezelése, az adóreformok, a kormányzat csökkentése, valamint ezután a legfontosabb az e-kormányzáshoz szükséges eszközök beszerzése, a hatalom decentralizálása, a hatékonyság és a hatásosság növelése, valamint jobb együttműködés kialakítása a civil társadalommal, a tömegszervezetekkel és a szakszervezetekkel.

Darában több ezren vonultak fel, miközben szemtanúk szerint azt skandálták: „Az emberek el akarják mozdítani a rezsimet.”
Dúmában 1500-an vettek részt egy ülődemonstráción, ahol a 140 helybéli szabadon engedését akarták elérni, akiket egy április 15-i felvonuláson tartóztattak le.
Latakiában egy temetés utáni megmozduláson egy jogvédő szerint a biztonsági erők a levegőbe lőttek.
Banijaszban 1000 nő vonult fel egy csak női részvétellel megtartott, a demokrácia mellett kiálló tüntetésen. A jelentések szerint ezt skandálták: „Sem szunniták, sem alaviták nem vagyunk. Mi mindannyian szabadságot akarunk”.
Darában több ezer ember vonult fel, miközben kormányellenes jelszavakat harsogtak. Eközben Damaszkusz kerületében, Dúmában 150 helybéli vett részt ülősztrájkon, amivel az előző nap letartóztatott 140 ember szabadon bocsátását akarták elérni.
A Golán-fennsík izraeliek által ellenőrzött részén Majdal Shams városban majdnem 200 ember tüntetett Aszad és kormánya ellen.
- Április 17.: Homszban az esti ima után egy szemtanú szerint egy 40 fős tömeg gyűlt össze a mecset előtt, és azt skandálták: „szabadság”. Civil ruhás férfiak ugrottak ki a közelben álló autókból, és tüzet nyitottak a tömegre. Aktivisták szerint 25 ember halt meg.[262]

Suweida területén 300 felkelő ment az utcákra, de a biztonsági erők szétkergették őket. A hírek szerint tüntetések zajlottak Aleppóban, Banijaszban, Homszban és Hirakban is, ahol legtöbbször a politikai szabadsággal összefüggő szlogeneket hangoztattak. A SANA szerint sok fegyvert lefoglaltak egy Irakból érkező teherautóval. A biztonsági erők tüzet nyitottak egy gyászmenetre Talbiseh mellett az autópálya közelében, ahol három embert megöltek. Homszban összecsapások alakultak ki a biztonsági erők és a felkelők között, miután az előzetes letartóztatás alatt meghalt az egyik törzsi vezető. 12 tüntetőt megöltek.
- Április 18.: Homszban korán reggel ezrek vettek részt a városban megöltek temetésén.[262] A gyászolók állítólag ezt skandálták: „Szabadság vagy halál, az emberek el akarják tüntetni ezt a rendszert.” Egy 45 éves tüntető ezt mondta az Al Jazeerának:”Évtizedekig vasököllel irányítottak minket, a fegyverek erejével. (…) Életemben ez az első alkalom, hogy áttöröm a hallgatás korlátját.”[262]

Szíria belügyminisztere azt állította, az ország „a dzsihád jelszava alatt egy lázadással” áll szemben, „mely szalafista államot akar létrehozni.”
Aznap este később jelentős aktivisták szerint 10.000 ember tüntetett ülődemonstrációval Homsz központi terén. A biztonsági erők éles lőszereket és könnygázt vetettek be, hogy feloszlassák az ülődemonstrációt az Óra terén. Szemtanúk szerint a biztonsági ügynökök ezután olyan pozíciókat vettek fel, hogy le tudják zárni a területet, a térre vezető utakat pedig tűzoltóautókkal zárták le, és az egész terület úgy nézett ki, mint egy háborús övezet. Éjfél körül homszi otthonában letartóztatták a jobboldali ellenzéki Mahmoud Issát.
| Kattints az alábbi külső linkek egyikére! | Kattints az alábbi külső linkek egyikére!                |
| ----------------------------------------- | -------------------------------------------------------- |
| Nem található szabad kép.(?)              |                                                          |
| külső link · jogvédett                    | [Protests in Homs, Syria, 18 April 2011. YouTube 1. kép] |

A Szíriai Hadsereg egyik magas rangú tisztviselőjét, Abdo Kheder al-Tellawi dandártábornokot két gyermekével és unokatestvérével együtt fegyveres erők Homszban lelőtték. Dr. Ghassan Tannous, a Homszi Nemzeti Kórház igazgatója szerint az áldozatokat éles eszközökkel bénították és nyomorították meg.
Banijaszban nagyjából 300 gyermek eregetett lufikat, melyekben olyan jelmondatok vannak, melyek meneszteni akarták Aszádot a hatalomból.
A biztonsági erők legalább 13 embert megöltek, mikor fel akartak oszlatni egy tüntetést. A Szíriai Belügyminisztérium a legutóbbi fejleményekért, mint rendőrök, katonák és civilek meggyilkolásáért, az emberek megfélemlítéséért a szélsőséges szalafista mozgalmak tehetők felelőssé.
- Április 19.: Homszban a biztonsági erők tüzet nyitottak a demonstrálókra, hogy feloszlassanak egy nagy kormányellenes megmozdulást.[265][271] Április 18-án és 19-én összesen 21 tüntetőt öltek meg Homszban a biztonsági erők és alavita fegyveresek, a Sabiha’ tagjai.[272] Wissam Tarif, az iráni emberi jogi csoport igazgatója azt nyilatkozta a Reuters-nek, hogy most már nyilvánvaló, hogy a polgári Sabiha képviselői és az egyenruhás biztonsági erők tagjai összekeveredtek, és most már mindenki fegyverrel jár.[272] Április 17–19-én tüntetések voltak a szomszédos Rasztán és Talbiszé városaiban is.[271]

A Szíriai Légierő egyik ezredespilótája, Mohammad Abdo Khaddour egy fegyveres csoport támadása során meghalt homszi otthona előtt. A rendőrök gumibottal és könnygázzal oszlattak fel egy ülődemonstrációt. Halottak voltak, de számukat nem erősítették meg. A rendőrök három gyászolót megöltek, mikor tüzet nyitottak egy temetési menetre. A hatóságok megfogadták, hogy „minden új felkelést levernek.” Egy szemtanú szerint a sortűz legalább két órán át tartott.
A kormány elfogadott egy határozatot, mellyel 48 év után aznap felfüggesztette a szükségállapotot. Ezt még Aszad elnöknek alá kellett írnia.
- Április 20.: Aktivisták szerint Darában 4000 hallgató tüntetett.[278] Az Aleppói Egyetem orvostudományi részlegén körülbelül 20 diák tüntetett, akiket azonban az Aszadhoz hű rajongók hamar körülfogtak, és nem lehetett hallani a hangjukat.[278][279][280]
- Április 21.: Aszad aláírta a kormány április 19-i törvényét, így véget ért Szíriában a szükségállapot.[272][281] A Reuters Al-Maleh aktivista szavaival egyetértve azt írta, ez aligha lesz hatással arra, hogy a biztonsági erők ezután is ugyanúgy önkényesen tartóztathassanak le bárkit is, vagy ezután ne vethessenek be akármilyen állami eszközt, ha valakit el akarnak hallgattatni.[272] A tüntetők bejelentették, hogy a pénteki megmozdulásuk lesz az eddigi legnagyobb, ezért ennek előre a "Nagy Péntek" (arabul: الجمعة العظيمة) nevet adták.[282]
- Április 22., péntek: Ez volt az első alkalom, hogy Damaszkusz belvárosában is nagyobb tüntetést szerveztek. Emellett több olyan helyen is rendeztek megmozdulásokat, ahol alapvetően eddig is erősek voltak. Ilyen Dara, Banijasz, Kamisli és Homsz.[283][284] Damaszkusz Dúma és Haraszta részei megteltek tüntetőkkel. A biztonsági erők és a tüntetők közül a lövések miatt 88-an meghaltak, ezzel eddig ez lett a legvéresebb nap.[283][285]
  - Tüntetők, jelszavak: Az aktivisták által Nagy Pénteknek nevezett megmozduláson[286] (arabul: الجمعة العظيمة[287]) legalább 20 városban kormányellenes megmozdulásokat tartottak[288] Szíria egész területén.[286] A bosszú könnyei keveredtek a kormány bukását szorgalmazó követelésekkel.[288] A biztonsági erők tagjai éles lőszerrel és könnygázzal vették célba a tüntetőket.[286] Egy Damaszkusz külvárosában lévő tüntető telefonon azt mondta az Al Jazeerának, hogy a biztonsági erők lövései meglepetésszerűen érték az olívaággal vonuló tüntetőket.[286] Egy dúmai tüntető ezt mondta a The New York Timesnak: „most már nem aggódunk. Szomorúak és elégedetlenek vagyunk a rezsim és az elnök miatt, A tüntetések, demonstrációk és a halál a mindennapjaink részei lettek.”[288] Damaszkusz két külvárosában a tüntetők megsemmisítették Aszad képeit, és lerombolták Aszad apjának a szobrait.[288][289] Damaszkusz központjában az al-Hassan mecsetben tartott pénteki ima után több száz ember gyűlt össze. Többen azt skandálták: „A nép a kormány buktát akarja.” A biztonsági erők a szemtanúk szerint könnygázzal oszlatták szét az embereket.[288]
  - Áldozatok: A hírügynökségek és a háborús kutatók nem tudtak megegyezni az aznapi halottak számáról. A The New York Times április 23-i becslése szerint[289][290] és május 6-án[291] azt írta, a halottak száma „legalább 109”. A Háborútudományi Intézet 2011. decemberben egyetértett ezzel a számmal, és szerinte március és szeptember között ez volt Szíria legvéresebb napja.[292] Az Al Jazeera English 2011. április 29-i becslése szerint április 222-én csak Darában” legalább 100 embert megöltek.[293] Az elsődleges halálozási számok szerint Homszban 21-en,[286] Izra területén 15-en haltak meg.[286][288] Damaszkusz Muadamiyat,[286] Dúma,[286] Zamalka,[286] Barza[289] és Qabon kerületeiből is hírt adtak halottakról.[289]
  - Kormányzati válasz: Péntek este a szíriai állami televízió egy beszélgetős műsort sugárzott, ahol a résztvevők az Al Jazeera, az Al Arabiya és a BBC Arabic valamint a többi, hozzá hasonló külföldi hírügynökségek képviselőit vádolta azzal, hogy ők állnak a tüntetések mögött, mint felbujtók.[286] A New York Times egyik riportere szerint a szíriai kormány megpróbálja a nagyobb városokat, mint Damaszkuszt és Aleppót a maga pártján tartani.[288]
- Április 23.: Dúmában és Barzában több tízezer tüntető temette el az előző nap megölteket, mikor a biztonsági erők tagjai a gyászoló tömegbe lőttek. Aktivisták és szemtanúk szerint 11 ember meghalt.[289] Az Amnesty Internationalnek nyilatkozó egyik katona azt mondta, 250 szíriai katonát küldtek Harasztába, egy másik damaszkuszi kerületbe, hogy összecsapjanak az ottani „erőszakos bandával”, de ott nem találkoztak fegyveresekkel, csak 2000 fegyvertelen tüntetővel, és azt látták, hogy a rendőrök valamint a biztonsági személyzet éles lőszerrel lő rájuk.[294]

Az előző napi véres események hatására az Al Jazeera innentől kezdve a 2011-es tüntetéseket már tüntetés helyett felkelésnek nevezte.
Országszerte folyamatosan temették el a tüntetésen meghaltakat. Eközben mesterlövészek tüzeltek, 8 embert megöltek, akik közül öten a biztonsági erők tagjai voltak.
- Április 24.: Jableh északi kikötővárosban a szíriai hadsereg és a biztonsági erők rajtaütése a késő éjszakai órákig is elnyúlt, miközben 12 embert megöltek, Az egyik helybéli azt mondta: „A hadsereg mindenfelé bevetette magát. (…) Ez egy utcai háború.”[297] Az egyik szíriai emberi jogi csoport szerint Jableh kerületén a biztonsági erők és az Aszad-párti fegyveresek kilenc emberrel végeztek.[298]

## Április 25–30.

### Dara megtámadása
Április 25. és május 16. között a Szíriai Hadsereg megtámadta és elfoglalta Darát, mely március 18. óta a szíriai tüntetések leghevesebb központja. A hírek szerint a hadsereg 20 vagy 30 tankot, pár száz vagy 6000 katonát küldött a területre, a tetőket orvlövészek lepték el, a végső,április 30-iösszecsapásra pedig helikopterrel ejtőernyősöket juttattak a központi Omari mecset körzetébe. Becslések szerint 244 civil és 81katona vesztette életét. A házakat átkutatták, hogy hol rejtőznek tüntetők, házakat bombáztak, mintegy 1000 embert gyűjtöttek össze. „Úgy akarják megtanítani Szíriának a leckét, hogy Darának megtanítják a leckét.” mondta az egyik helybéli. Egyes hírek szerint több katona vagy akár egy egész osztag is dezertált a hadseregtől, és a tagjaik a tüntetőkhöz csatlakoztak. Ezeket az információkat független források nem erősítették meg. A kormány szerint „terrorista csoportok” ellen harcol Darában. Miután május 5-én kivonták a csapatokat a városból, egyes részlegek a város falain kívül tovább várakoztak.
- Április 25.: Tankok és katonák hatoltak be Darába és Dúmába.[299][300] Lezárták a Jordnáiával közös közös határszakaszt.[299][300] According to an activist, 18 people were killed in Daraa.[300]
- Április 27.: A hadsereg április 27-én tovább folytatta a benyomulást, és 3 nap alatt több mint 500 embert tartóztatott le. A támadásban több tucatnyian meghaltak. A szíriai kormány tovább fokozta a támadását, több tankot és dandárt vetett be. A halottak között volt két jordániai polgár is. Április 27-én a Baasz Párt 233 tagja lemondott, köztük több parlamenti képviselő is volt. Ezzel tiltakoztak a tüntetők és a civilek ellen bevetett erőszak ellen.[301]
- Április 28.: Megerősítették, hogy többen elhagyták a szíriai hadsereget. Április 25-én két ezredet küldtek Darába, a negyedik és az ötödik osztagot. Az ötödik osztag megtagadta, hogy tüzet nyisson a tüntetőkre, és a negyedik valamint az ötödik osztag között tört ki tűzpárbaj. A negyedik osztag közvetlen parancsnoka Maher Assad, Bassár testvére.[302]
- Április 29.: Bassár seregei már napokkal korábban elvágták Dara vízellátását és az elektromos áramhoz való hozzáférését., ugyanúgy, ahogy ezt több szíriai várossal is tették. Lisztet és élelmiszert is elkoboztak, hogy kiéheztessék így Dara lakosságát. Az aktivisták egy újabb, „Szolidaritás Darával” nevű pénteki tüntetést kezdtek szervezni.[303]

Az egész országban tüntetők jelentek meg, hogy kifejezzék együttérzésüket Dara lakosaival. A jelentések szerint 62 embert megöltek, a legtöbbet Darában.
- Április 30.: A hadsereg növelte a jelenlétét, több tankot és katonai helikoptert küldött a térségbe. Az orvlövészek elfoglalták a tetőket. A tankok válogatás nélkül lőtték a házakat, és lerombolták a helyi mecsetet is. Orvlövészeket és katonai járműveket más városokba is telepítettek, így például Homszba. Az aktivisták már várták ezt a hetet, amit előre „Dara ostromának megdöntésének a hete”ként neveztek el.[305]

Egy videón állítólag az látszik, amint a gyászruhába csomagolt holttesteket hűtőkamrákba teszik, mert Dara népe a katonák és az orvlövészek miatt nem tudja őket eltemetni.

### Dúma blokádja
2011. április végén a hadsereg és a biztonsági erők legalább pár napig blokád alatt tartották Damaszkusz munkások lakta kerületét, Dúmát, mely szintén a tüntetések kiindulópontja volt.
- Április 25. hétfő: Dúmában a biztonsági erők több embert letartóztattak.[297]
- Április 26.: A Human Rights Watch kutatója szerint több ezer kormányzati katona rohanta le Dúma házait, hogy letartóztathasson állítólagos tüntetőket.[307]
- Április 27–28: Dúmát a biztonsági erők teljesen elzárták, az ittlakóknak pedig hiányos volt az utánpótlás-ellátása.[308]

### Szíria többi része
- Április 25.: Az április 25-én, elsősorban Darában, de több más városban történtek arra sarkallták a nemzetközi média képviselőit, hogy ami Szíriában van, az már nem tüntetés, hanem sokkal inkább felkelés, és ezután így hivatkoztak a március óta folyó eseményekre.[309]

A fentebb részletezett darai és dúmai eseményeken felül a biztonsági erők átkutatták a házakat a Darától 27 km-re északkeletre fekvő Izra belsejében, és Muadhamiya, egy damaszkuszi kerület területén is házakba léptek be, és egy csomó embert letartóztattak.
- Április 26.: Az SOHR-nak dolgozó Rami Abdul-Rahman szerint az északi Jableh városában több embert letartóztattak.[307] A szíriai kormány azt mondta, akciója az iszlamisták által indított felkelésekre adott válasz.[307]
- Április 27.: Egy Libanonba menekült ember szerint Talkalakh területén, Homsztól kb 40 km-re nyugatra, a libanoni határ közelében mészárlást követhettek el.[310] A szíriai hadsereg állítólag elszeparálta a szunnita muzulmánokat az alavitáktól és a síitáktól. Letartóztattak egy népszerű sejket. A szunniták elfoglalták az utcákat és tüntetésekbe kezdtek, a hadsereg tankokkal nyitott tüzet, legalább 40 ember meghalt. Helybélieket is elvonszolhattak és megkínozhattak.
- Április 28.: Az 1982-ben a kormány által elüldözött, azóta emigrációban lévő Muzulmán Testvériségnek a vezetősége a szíriai tüntetések márciusi kitörése óta először nyilvánosan is támogatta azokat. „Ne hagyjátok, hogy a vezetés romba döntse honfitársaitokat. Egyesült hangon skandáljátok, hogy szabadságot és méltóságot követeltek. Ne hagyjátok, hogy a zsarnokok rabszolgasorba taszítsanak benneteket. Isten nagyszerű.”[293]

Március óta 1000 szíriai lépte át a libanoni határt, legtöbben nem a hivatalos határátkelőkön keresztül.
- Április 29. péntek: Ezen a „dühnek” dedikált pénteken tüntetéseket tartottak Homsz, Banijasz, Latakia, R%akka, Hamá, Kamisli Dajr ez-Zaur városában[293] és most első alkalommal Damaszkusz szívében, a Maidan kerületben is.[293][312] 10.000 tüntető Banijaszban a hírek szerint ezt skandálta: „szabadság, szolidaritás Darával”, Kamisliben 15.000 ember és a környező városokban a többiek állítólag ezt skandálták: „Lelkünkkel és vérünkkel feláldozzuk magunkat Daráért.”[293] Damaszkusz Saqba kerületében a tüntetők ezt kiabálták: „Mi fiatal forradalom vagyunk, nem orgyilkosok vagy terroristák.”[293]

A „Darában megölt 33 emberen felül” aktivisták szerint Homszban 25 ember vesztette életét. Rasztánban további 17-en haltak meg. A hatóságok szerint aznap „terrorista csoportok” a biztonsági erők kilenc tagjával végeztek.
Dajr ez-Zaurban az AFP szerint a mecsetnél mintegy 100 embert emeltek ki, akiket ezután szétkergettek.
Dara mellett Jiza kis falujában egy 13 éves fiút, Hamza al-Khatibot édesapja elvitt egy tüntetésre. A fiu elünt, akit a Human Rights Watch szerint a szíriaiak őrizetbe vettek. Majdnem egy hónappal később az aktivisták szerint a megkínzott, megsebesített holttestét visszaküldték a szüleinek. Egy YouTube-videón állítólag Hamza testén látszanak a lőtt sebhelyek. Razan Zaitouneh jeles szíriai aktivista szerint a történet valószerű. Szerinte a szíriai kormány azt akarja, hogy a nép lássa ezt, és megérti, hogy a család számára a legrettenetesebb az lehet ebben az országban, hogy részt vegyenek a forradalomban. Ugyanezen a tüntetésen egy 15 éves fiú, Tamer Mohammed al Sharey is eltűnt. Egy június 9-i videón az aktivisták azt mondták, a megkínzott és meghurcolt holttestet ebben az esetben is visszajuttatták a családnak.
- Április 30.: Egy jeles emberi jogi aktivista, Hassan Ismail Abdel Azim letartóztatásra került, akit a szíriai hivatalos szervek a saját munkahelyéről vittek el.[319]

A Baasz Párt 138 tagja lépett ki a szervezetből, amivel a tüntetések agresszív letörése ellen akarták felhívni a figyelmet. Arab és szíriai emberi jogi szervezetek szerint a tüntetések márciusi kezdete óta 570 ember halt meg az országban.

## Külső hivatkozások
- The Syrian Revolution 2011 الثورة السورية ضد بشار الاسد Facebook page
- Timeline: Syria unrest, Ahram Online
- Syria Unrest collected coverage with live blog at Al Jazeera
- Live updates on Syria’s uprising at NOW Lebanon
- Syria protests (2011) összegyűjtött tudósítások, The New York Times
- Syria Comment, Joshua Landis